# From Nurse to Worse
From Nurse To Worse (br.: Três malucos entre loucos) é um filme estadunidense curta metragem de 1940, dirigido por Jules White. É o 49º filme de um total de 190 da série com os Três Patetas produzida pela Columbia Pictures entre 1934 e 1959.

## Enredo
Os Três Patetas são pintores que encontram Jerry, um amigo vendedor de seguros (Lynton Brent). São convencidos a comprarem uma apólice de seguros, quando o amigo lhes fala do golpe de se fingirem de loucos para ganharem o prêmio no valor de 500 dólares, bastando para isso enganarem o médico da seguradora. Curly então é levado pelos dois companheiros ao consultório, puxado por uma coleira pois pretende se passar por um louco que pensa que é um cachorro. Contudo, o médico (Dr. D. Lerious, interpretado por Vernon Dent) acha que o caso dele é grave e resolve operar seu cérebro imediatamente. Curly e os demais fogem mas o médico não desiste e pede ajuda à polícia para capturar Curly, pois o considera "perigoso". O trio acaba se escondendo num caminhão de "apanhadores de cachorros", onde são infestados por pulgas. O Dr. Lerious acaba conseguindo capturá-los e Curly vai para a sala de cirurgia. Moe e Larry se disfarçam de médicos e conseguem fugir da clínica com ele. Na rua, reencontram Jerry e dão-lhe uma surra por tê-los convencidos a tentarem aquele golpe.

## Citações
- Curly (protestando): "Oh não, por favor!  Esse é meu dólar favorito. Eu o crio desde que era um centavo!"

Quando Moe tenta pegar o dinheiro de Curly este tira camisa após camisa até mostrar uma bolsa trancada com um cadeado, amarrada no pescoço."
- Moe: "Agora, onde está a chave?"
- Curly (falando com naturalidade): "Está dentro da bolsa."
- Moe: "Por que está ali?!"
- Curly: "Qualquer burro sabe; para não perdê-la!"